# Chip Zien
Jerome Herbert Zien, detto Chip (Milwaukee, 20 marzo 1947), è un attore statunitense.

## Biografia
Ha recitato in numerosi musical a Broadway, tra cui Into the Woods (1988 a Broadway e 2013 nell'Off Broadway), Grand Hotel (1989), Falsettos (1992), Chitty Chitty Bang Bang (2005), Les Misérables (2007) e It Shoulda Been You (2015).

## Filmografia parziale

### Cinema
- Agenzia omicidi (Grace Quickley), regia di Anthony Harvey (1985)
- Howard e il destino del mondo (Howard the Duck), regia di Willard Huyck (1986)
- La morte nera (Quiet Killer), regia di Robert Hartford-Davis (1992)
- Attacco al potere (The Siege), regia di Edward Zwick (1998)
- United 93, regia di Paul Greengrass (2006)
- Rosencrantz and Guildenstern Are Undead, regia di Jordan Galland (2009)

### Televisione
- La valle dei pini (All My Children) - serie TV, 7 episodi (1998-1999)
- The Good Wife - serie TV, 1 episodio (2009)
- Mozart in the Jungle - serie TV, 1 episodio (2016)
- House of Cards - Gli intrighi del potere (House of Cards) - serie TV, 3 episodi (2018)
- Bull - serie TV, 3 episodi (2018)
- City on a Hill - serie TV, 1 episodio (2019)
- Hunters - serie TV, 1 episodio (2020)

## Doppiatori italiani
Nelle versioni in italiano delle opere in cui ha recitato, Chip Zien è stato doppiato da:
- Vittorio Stagni in Howard e il destino del mondo
- Giorgio Locuratolo in The Good Wife
- Vladimiro Conti in The Night Of - Cos'è successo quella notte?
- Mino Caprio in House of Cards - Gli intrighi del potere
- Mario Bombardieri in Bull (ep. 2x13)
- Ambrogio Colombo in Bull (ep. 2x20, 2x22)
- Stefano Mondini in City on a Hill
- Luca Biagini in Hunters